# Tractat de la Haia (1949)
El Tractat de la Haia és un tractat internacional signat a la ciutat neerlandesa de la Haia el 27 de desembre de 1949 entre representants d'Indonèsia i els Països Baixos. Sobre la base dels termes del tractat, els Països Baixos van concedir la independència a Indonèsia llevat de les Moluques del Sud i la Papua Occidental. En l'acord es va establir que el nom oficial passava de ser Països Baixos-Unió Indonèsia a Indonèsia, convertint-se aquest país en una federació.